# Middelburg (Mpumalanga)
Middelburg es una localidad sudafricana de la provincia de Mpumalanga.

## Geografía
Está ubicada al este de Pretoria, a una altitud de alrededor de 1500 m sobre el nivel del mar, junto a uno de los cursos de agua que forman el río Olifants.

## Historia
Middelburg fue elegida en 1901 como el lugar de la conferencia para las negociaciones de paz entre los británicos y los bóeres. Tras la ocupación de Pretoria en junio de 1900 por Lord Roberts, las fuerzas bóer se vieron obligadas a sostener una guerra de guerrillas y Lord Kitchener, al enterarse de que los comandantes de Transvaal estaban desanimados, invitó al general Botha a entablar negociaciones, sobre la base del reconocimiento de la soberanía británica. La conferencia entre Lord Kitchener y el general Botha comenzó el 28 de febrero y las negociaciones, que terminaron en fracaso, se prolongaron hasta el 16 de marzo.
En el pasado pertenecía al Transvaal. A comienzos del siglo XX, en 1904, tenía contabilizada una población de 5085 habitantes, de los cuales 2343 eran «blancos». Las minas de carbón de los alrededores se encontraban entre las más productivas del país. También había yacimientos de cobre y cobalto.